# 2021–2022-es UEFA-bajnokok ligája (egyenes kieséses szakasz)
A 2021–2022-es UEFA-bajnokok ligája egyenes kieséses szakasza 2022. február 15-én kezdődött, és május 28-án ért véget. Az egyenes kieséses szakaszban az a tizenhat csapat vett részt, amelyek a csoportkör során a saját csoportjuk első két helyének valamelyikén végeztek.

## Továbbjutott csapatok
| Csoport   | Csoportelső (kiemeltek) | Csoportmásodik (nem kiemeltek) |
| --------- | ----------------------- | ------------------------------ |
| A csoport | Manchester City         | Paris Saint-Germain            |
| B csoport | Liverpool               | Atlético Madrid                |
| C csoport | Ajax                    | Sporting CP                    |
| D csoport | Real Madrid             | Internazionale                 |
| E csoport | Bayern München          | Benfica                        |
| F csoport | Manchester United       | Villarreal                     |
| G csoport | Lille                   | Red Bull Salzburg              |
| H csoport | Juventus                | Chelsea                        |

## Lebonyolítás
A döntő kivételével mindegyik mérkőzés oda-visszavágós rendszerben zajlott. A két találkozó végén az összesítésben több gólt szerző csapat jutott tovább a következő körbe. Ha az összesítésnél az eredmény döntetlen volt, akkor 30 perces hosszabbítást következett a második mérkőzés rendes játékidejének lejárta után. Ha a 2x15 perces hosszabbítás után is egyenlő volt az állás, akkor büntetőpárbajra került sor. A döntőben a győztesről egy mérkőzés döntött.
A nyolcaddöntőben azonos tagországba tartozó, illetve az azonos csoportból továbbjutó csapatok nem játszhattak egymás ellen. A negyeddöntőktől kezdődően ez a korlátozás nem volt érvényben.

## Fordulók és időpontok
A sorsolások és mérkőzések időpontjai a következők (valamennyi sorsolást Nyonban tartották).
| Forduló       | Sorsolás dátuma    | 1. mérkőzés                                           | 2. mérkőzés                                           |
| ------------- | ------------------ | ----------------------------------------------------- | ----------------------------------------------------- |
| Nyolcaddöntők | 2021. december 13. | 2022. február 15–16., 22–23.                          | 2022. március 8–9., 15–16.                            |
| Negyeddöntők  | 2022. március 18.  | 2022. április 5–6.                                    | 2022. április 12–13.                                  |
| Elődöntők     | 2022. március 18.  | 2022. április 26–27.                                  | 2022. május 3–4.                                      |
| Döntő         | 2022. március 18.  | 2022. május 28., Kresztovszkij Stadion, Szentpétervár | 2022. május 28., Kresztovszkij Stadion, Szentpétervár |

## Ágrajz
|  | Nyolcaddöntők       | Nyolcaddöntők       | Nyolcaddöntők   | Nyolcaddöntők   | Nyolcaddöntők |   |                 | Negyeddöntők    | Negyeddöntők | Negyeddöntők | Negyeddöntők | Negyeddöntők |  |  | Elődöntők | Elődöntők | Elődöntők | Elődöntők | Elődöntők |  |  | Döntő | Döntő | Döntő |  |
|  |                     |                     |                 |                 |               |   |                 |                 |              |              |              |              |  |  |           |           |           |           |           |  |  |       |       |       |  |
|  | Benfica             | Benfica             | 2               | 1               | 3             |   |                 |                 |              |              |              |              |  |  |           |           |           |           |           |  |  |       |       |       |  |
|  | Benfica             | Benfica             | 2               | 1               | 3             |   |                 |                 |              |              |              |              |  |  |           |           |           |           |           |  |  |       |       |       |  |
|  | Ajax                | Ajax                | 2               | 0               | 2             |   |                 |                 |              |              |              |              |  |  |           |           |           |           |           |  |  |       |       |       |  |
|  | Ajax                | Ajax                | 2               | 0               | 2             |   | Benfica         | Benfica         | 1            | 3            | 4            |              |  |  |           |           |           |           |           |  |  |       |       |       |  |
|  |                     |                     |                 |                 |               |   | Benfica         | Benfica         | 1            | 3            | 4            |              |  |  |           |           |           |           |           |  |  |       |       |       |  |
|  |                     |                     | Liverpool       | Liverpool       | 3             | 3 | 6               |                 |              |              |              |              |  |  |           |           |           |           |           |  |  |       |       |       |  |
|  | Internazionale      | Internazionale      | Liverpool       | Liverpool       | 3             | 3 | 6               | 0               | 1            | 1            |              |              |  |  |           |           |           |           |           |  |  |       |       |       |  |
|  | Internazionale      | Internazionale      |                 |                 |               |   |                 |                 |              | 1            |              |              |  |  |           |           |           |           |           |  |  |       |       |       |  |
|  | Liverpool           | Liverpool           | 2               | 0               | 2             |   |                 |                 |              |              |              |              |  |  |           |           |           |           |           |  |  |       |       |       |  |
|  | Liverpool           | Liverpool           | 2               | 0               | 2             |   | Liverpool       | Liverpool       | 2            | 3            | 5            |              |  |  |           |           |           |           |           |  |  |       |       |       |  |
|  |                     |                     |                 |                 |               |   |                 |                 |              |              |              |              |  |  |           |           |           |           |           |  |  |       |       |       |  |
|  |                     |                     | Villarreal      | Villarreal      | 0             | 2 | 2               |                 |              |              |              |              |  |  |           |           |           |           |           |  |  |       |       |       |  |
|  | Villarreal          | Villarreal          | Villarreal      | Villarreal      | 0             | 2 | 2               | 1               | 3            | 4            |              |              |  |  |           |           |           |           |           |  |  |       |       |       |  |
|  | Villarreal          | Villarreal          |                 |                 |               |   |                 |                 |              | 4            |              |              |  |  |           |           |           |           |           |  |  |       |       |       |  |
|  | Juventus            | Juventus            | 1               | 0               | 1             |   |                 |                 |              |              |              |              |  |  |           |           |           |           |           |  |  |       |       |       |  |
|  | Juventus            | Juventus            | 1               | 0               | 1             |   | Villarreal      | Villarreal      | 1            | 1            | 2            |              |  |  |           |           |           |           |           |  |  |       |       |       |  |
|  |                     |                     |                 |                 |               |   | Villarreal      | Villarreal      | 1            | 1            | 2            |              |  |  |           |           |           |           |           |  |  |       |       |       |  |
|  |                     |                     | Bayern München  | Bayern München  | 0             | 1 | 1               |                 |              |              |              |              |  |  |           |           |           |           |           |  |  |       |       |       |  |
|  | Red Bull Salzburg   | Red Bull Salzburg   | Bayern München  | Bayern München  | 0             | 1 | 1               | 1               | 1            | 2            |              |              |  |  |           |           |           |           |           |  |  |       |       |       |  |
|  | Red Bull Salzburg   | Red Bull Salzburg   |                 |                 |               |   |                 |                 |              | 2            |              |              |  |  |           |           |           |           |           |  |  |       |       |       |  |
|  | Bayern München      | Bayern München      | 1               | 7               | 8             |   |                 |                 |              |              |              |              |  |  |           |           |           |           |           |  |  |       |       |       |  |
|  | Bayern München      | Bayern München      | 1               | 7               | 8             |   | Liverpool       | Liverpool       | 0            |              |              |              |  |  |           |           |           |           |           |  |  |       |       |       |  |
|  |                     |                     |                 |                 |               |   |                 |                 |              |              |              |              |  |  |           |           |           |           |           |  |  |       |       |       |  |
|  |                     |                     | Real Madrid     | Real Madrid     | 1             |   |                 |                 |              |              |              |              |  |  |           |           |           |           |           |  |  |       |       |       |  |
|  | Sporting CP         | Sporting CP         | Real Madrid     | Real Madrid     | 1             | 0 | 0               | 0               |              |              |              |              |  |  |           |           |           |           |           |  |  |       |       |       |  |
|  | Sporting CP         | Sporting CP         |                 |                 |               |   |                 | 0               |              |              |              |              |  |  |           |           |           |           |           |  |  |       |       |       |  |
|  | Manchester City     | Manchester City     | 5               | 0               | 5             |   |                 |                 |              |              |              |              |  |  |           |           |           |           |           |  |  |       |       |       |  |
|  | Manchester City     | Manchester City     | 5               | 0               | 5             |   | Manchester City | Manchester City | 1            | 0            | 1            |              |  |  |           |           |           |           |           |  |  |       |       |       |  |
|  |                     |                     |                 |                 |               |   | Manchester City | Manchester City | 1            | 0            | 1            |              |  |  |           |           |           |           |           |  |  |       |       |       |  |
|  |                     |                     | Atlético Madrid | Atlético Madrid | 0             | 0 | 0               |                 |              |              |              |              |  |  |           |           |           |           |           |  |  |       |       |       |  |
|  | Atlético Madrid     | Atlético Madrid     | Atlético Madrid | Atlético Madrid | 0             | 0 | 0               | 1               | 1            | 2            |              |              |  |  |           |           |           |           |           |  |  |       |       |       |  |
|  | Atlético Madrid     | Atlético Madrid     |                 |                 |               |   |                 |                 |              | 2            |              |              |  |  |           |           |           |           |           |  |  |       |       |       |  |
|  | Manchester United   | Manchester United   | 1               | 0               | 1             |   |                 |                 |              |              |              |              |  |  |           |           |           |           |           |  |  |       |       |       |  |
|  | Manchester United   | Manchester United   | 1               | 0               | 1             |   | Manchester City | Manchester City | 4            | 1            | 5            |              |  |  |           |           |           |           |           |  |  |       |       |       |  |
|  |                     |                     |                 |                 |               |   |                 |                 |              |              |              |              |  |  |           |           |           |           |           |  |  |       |       |       |  |
|  |                     |                     | Real Madrid     | Real Madrid     | 3             | 3 | 6               |                 |              |              |              |              |  |  |           |           |           |           |           |  |  |       |       |       |  |
|  | Chelsea             | Chelsea             | Real Madrid     | Real Madrid     | 3             | 3 | 6               | 2               | 2            | 4            |              |              |  |  |           |           |           |           |           |  |  |       |       |       |  |
|  | Chelsea             | Chelsea             |                 |                 |               |   |                 |                 |              | 4            |              |              |  |  |           |           |           |           |           |  |  |       |       |       |  |
|  | Lille               | Lille               | 0               | 1               | 1             |   |                 |                 |              |              |              |              |  |  |           |           |           |           |           |  |  |       |       |       |  |
|  | Lille               | Lille               | 0               | 1               | 1             |   | Chelsea         | Chelsea         | 1            | 3            | 4            |              |  |  |           |           |           |           |           |  |  |       |       |       |  |
|  |                     |                     |                 |                 |               |   | Chelsea         | Chelsea         | 1            | 3            | 4            |              |  |  |           |           |           |           |           |  |  |       |       |       |  |
|  |                     |                     | Real Madrid     | Real Madrid     | 3             | 2 | 5               |                 |              |              |              |              |  |  |           |           |           |           |           |  |  |       |       |       |  |
|  | Paris Saint-Germain | Paris Saint-Germain | Real Madrid     | Real Madrid     | 3             | 2 | 5               | 1               | 1            | 2            |              |              |  |  |           |           |           |           |           |  |  |       |       |       |  |
|  | Paris Saint-Germain | Paris Saint-Germain |                 |                 |               |   |                 |                 |              | 2            |              |              |  |  |           |           |           |           |           |  |  |       |       |       |  |
|  | Real Madrid         | Real Madrid         | 0               | 3               | 3             |   |                 |                 |              |              |              |              |  |  |           |           |           |           |           |  |  |       |       |       |  |

## Nyolcaddöntők
A sorsolást eredetileg 2021. december 13-án, közép-európai idő szerint 12 órától tartották. A sorsolás során azonban több szabálytalanság volt: A Villarreal a Manchester Unitedet kapta ellenfélnek, holott ők azonos csoportból jutottak tovább, majd egy másik golyót húztak ki, amely a Manchester City volt. Ezt követően az Atlético Madrid ellenfelei közé a Liverpoolt is elhelyezték (azonos csoportból jutottak tovább) és a Manchester Unitedet kihagyták. Később az UEFA visszavonta a sorsolás eredményét technikai hibára hivatkozva és bejelentette, hogy a fordulót teljesen újrasorsolják közép-európai idő szerint 15 órakor. Az első mérkőzéseket 2022. február 15. és 23. között, a visszavágókat március 8. és 16. között játszották.
Az első sorsolás a következő párosításokat hozta volna:
- Benfica – Real Madrid
- Villarreal – Manchester City
- Atlético Madrid – Bayern München
- Red Bull Salzburg – Liverpool
- Inter Milan – Ajax
- Sporting CP – Juventus
- Chelsea – Lille
- Paris Saint-Germain – Manchester United

### Párosítások
| 1. csapat           | Össz.Tooltip Aggregate score | 2. csapat         | 1. mérk. | 2. mérk. |
| ------------------- | ---------------------------- | ----------------- | -------- | -------- |
| Red Bull Salzburg   | 2–8                          | Bayern München    | 1–1      | 1–7      |
| Sporting CP         | 0–5                          | Manchester City   | 0–5      | 0–0      |
| Benfica             | 3–2                          | Ajax              | 2–2      | 1–0      |
| Chelsea             | 4–1                          | Lille             | 2–0      | 2–1      |
| Atlético Madrid     | 2–1                          | Manchester United | 1–1      | 1–0      |
| Villarreal          | 4–1                          | Juventus          | 1–1      | 3–0      |
| Internazionale      | 1–2                          | Liverpool         | 0–2      | 1–0      |
| Paris Saint-Germain | 2–3                          | Real Madrid       | 1–0      | 1–3      |

### Mérkőzések
| 2022. február 16. 21:00 |

| Red Bull Salzburg | 1–1               | Bayern München |
| ----------------- | ----------------- | -------------- |
| Adamu 21'         | (1–0) Jegyzőkönyv | Coman 90'      |

| Red Bull Arena, Wals-Siezenheim Nézőszám: 29 520 Játékvezető: Michael Oliver (angol) |

| 2022. március 8. 21:00 |

| Bayern München                                                                   | 7–1               | Red Bull Salzburg |
| -------------------------------------------------------------------------------- | ----------------- | ----------------- |
| Lewandowski 12' (11-esből) 21' (11-esből) 23' Gnabry 31' Müller 54' 83' Sané 85' | (4–0) Jegyzőkönyv | Kjærgaard 70'     |

| Allianz Arena, München Játékvezető: Clément Turpin (francia) |

| 2022. február 15. 21:00 (20:00 WET) |

| Sporting CP | 0–5               | Manchester City                                |
| ----------- | ----------------- | ---------------------------------------------- |
|             | (0–4) Jegyzőkönyv | Mahrez 7' Silva 17' 44' Foden 32' Sterling 58' |

| Estádio José Alvalade, Lisszabon Nézőszám: 48 129 Játékvezető: Srđan Jovanović (szerb) |

| 2022. március 9. 21:00 (20:00 GMT) |

| Manchester City | 0–0         | Sporting CP |
| --------------- | ----------- | ----------- |
|                 | Jegyzőkönyv |             |

| City of Manchester Stadion, Manchester Nézőszám: 51 213 Játékvezető: Halil Umut Meler (török) |

| 2022. február 23. 21:00 (20:00 WET) |

| Benfica                         | 2–2               | Ajax                 |
| ------------------------------- | ----------------- | -------------------- |
| Haller 26' (ö.g.) Jaremcsuk 72' | (1–2) Jegyzőkönyv | Tadić 18' Haller 29' |

| Estádio da Luz, Lisszabon Játékvezető: Slavko Vinčić (szlovén) |

| 2022. március 15. 21:00 |

| Ajax | 0–1               | Benfica   |
| ---- | ----------------- | --------- |
|      | (0–0) Jegyzőkönyv | Núñez 77' |

| Johan Cruijff Arena, Amszterdam Nézőszám: 54 066 Játékvezető: Carlos del Cerro Grande (spanyol) |

| 2022. február 22. 21:00 (20:00 GMT) |

| Chelsea                | 2–0               | Lille |
| ---------------------- | ----------------- | ----- |
| Havertz 8' Pulisic 63' | (1–0) Jegyzőkönyv |       |

| Stamford Bridge, London Nézőszám: 38 832 Játékvezető: Jesús Gil Manzano (spanyol) |

| 2022. március 16. 21:00 |

| Lille                 | 1–2               | Chelsea                       |
| --------------------- | ----------------- | ----------------------------- |
| Yılmaz 38' (11-esből) | (1–1) Jegyzőkönyv | Pulisic 45+3' Azpilicueta 71' |

| Stade Pierre-Mauroy, Villeneuve-d’Ascq Nézőszám: 49 048 Játékvezető: Davide Massa (olasz) |

| 2022. február 23. 21:00 |

| Atlético Madrid | 1–1               | Manchester United |
| --------------- | ----------------- | ----------------- |
| Félix 7'        | (1–0) Jegyzőkönyv | Elanga 80'        |

| Wanda Metropolitano Stadion, Madrid Játékvezető: Ovidiu Haţegan (román) |

| 2022. március 15. 21:00 (20:00 GMT) |

| Manchester United | 0–1               | Atlético Madrid |
| ----------------- | ----------------- | --------------- |
|                   | (0–1) Jegyzőkönyv | Lodi 41'        |

| Old Trafford, Manchester Nézőszám: 73 008 Játékvezető: Slavko Vinčić (szlovén) |

| 2022. február 22. 21:00 |

| Villarreal | 1–1               | Juventus    |
| ---------- | ----------------- | ----------- |
| Parejo 66' | (0–1) Jegyzőkönyv | Vlahović 1' |

| Estadio El Madrigal, Vila-real Nézőszám: 17 686 Játékvezető: Daniel Siebert (német) |

| 2022. március 16. 21:00 |

| Juventus | 0–3               | Villarreal                                                |
| -------- | ----------------- | --------------------------------------------------------- |
|          | (0–0) Jegyzőkönyv | Gerard 78' (11-esből) Torres 85' Danjuma 90+2' (11-esből) |

| Juventus Stadion, Torino Nézőszám: 30,385 Játékvezető: Szymon Marciniak (lengyel) |

| 2022. február 26. 21:00 |

| Internazionale | 0–2               | Liverpool              |
| -------------- | ----------------- | ---------------------- |
|                | (0–0) Jegyzőkönyv | Firmino 75' Szaláh 83' |

| San Siro, Milánó Nézőszám: 37 918 Játékvezető: Szymon Marciniak (lengyel) |

| 2022. március 8. 21:00 (20:00 GMT) |

| Liverpool | 0–1               | Internazionale |
| --------- | ----------------- | -------------- |
|           | (0–0) Jegyzőkönyv | Martínez 62'   |

| Anfield, Liverpool Nézőszám: 51 747 Játékvezető: Antonio Mateu Lahoz (spanyol) |

| 2022. február 15. 21:00 |

| Paris Saint-Germain | 1–0               | Real Madrid |
| ------------------- | ----------------- | ----------- |
| Mbappé 90+4'        | (0–0) Jegyzőkönyv |             |

| Parc des Princes, Párizs Nézőszám: 47 443 Játékvezető: Daniele Orsato (olasz) |

| 2022. március 9. 21:00 |

| Real Madrid         | 3–1               | Paris Saint-Germain |
| ------------------- | ----------------- | ------------------- |
| Benzema 61' 76' 78' | (0–1) Jegyzőkönyv | Mbappé 39'          |

| Santiago Bernabéu, Madrid Nézőszám: 59 895 Játékvezető: Danny Makkelie (holland) |

## Negyeddöntők
A negyeddöntők, az elődöntők és a döntő pályaválasztójának sorsolását 2022. március 18-án tartották, közép-európai idő szerint 12 órától. Az első mérkőzéseket 2022. április 5-én és 6-án, a visszavágókat április 12-én és 13-án játszották.

### Párosítások
| 1. csapat       | Össz.Tooltip Aggregate score | 2. csapat       | 1. mérk. | 2. mérk.   |
| --------------- | ---------------------------- | --------------- | -------- | ---------- |
| Chelsea         | 4–5                          | Real Madrid     | 1–3      | 3–2 (h.u.) |
| Manchester City | 1–0                          | Atlético Madrid | 1–0      | 0–0        |
| Villarreal      | 2–1                          | Bayern München  | 1–0      | 1–1        |
| Benfica         | 4–6                          | Liverpool       | 1–3      | 3–3        |

### Mérkőzések
| 2022. április 6. 21:00 (20:00 BST) |

| Chelsea     | 1–3               | Real Madrid         |
| ----------- | ----------------- | ------------------- |
| Havertz 40' | (1–2) Jegyzőkönyv | Benzema 21' 24' 46' |

| Stamford Bridge, London Nézőszám: 38 689 Játékvezető: Clément Turpin (francia) |

| 2022. április 12. 21:00 |

| Real Madrid             | 2–3 (h. u.)                 | Chelsea                          |
| ----------------------- | --------------------------- | -------------------------------- |
| Rodrygo 80' Benzema 96' | (0–1, 1–3, 2–3) Jegyzőkönyv | Mount 15' Rüdiger 51' Werner 75' |

| Santiago Bernabéu, Madrid Nézőszám: 59 839 Játékvezető: Szymon Marciniak (lengyel) |

| 2022. április 5. 21:00 (20:00 BST) |

| Manchester City | 1–0               | Atlético Madrid |
| --------------- | ----------------- | --------------- |
| De Bruyne 70'   | (0–0) Jegyzőkönyv |                 |

| City of Manchester Stadion, Manchester Nézőszám: 52 018 Játékvezető: Kovács István (román) |

| 2022. április 13. 21:00 |

| Atlético Madrid | 0–0         | Manchester City |
| --------------- | ----------- | --------------- |
|                 | Jegyzőkönyv |                 |

| Wanda Metropolitano Stadion, Madrid Nézőszám: 65 675 Játékvezető: Daniel Siebert (német) |

| 2022. április 6. 21:00 |

| Villarreal | 1–0               | Bayern München |
| ---------- | ----------------- | -------------- |
| Danjuma 8' | (1–0) Jegyzőkönyv |                |

| Estadio El Madrigal, Vila-real Nézőszám: 21 626 Játékvezető: Anthony Taylor (angol) |

| 2022. április 12. 21:00 |

| Bayern München  | 1–1               | Villarreal    |
| --------------- | ----------------- | ------------- |
| Lewandowski 52' | (0–0) Jegyzőkönyv | Chukwueze 88' |

| Allianz Arena, München Nézőszám: 70 000 Játékvezető: Slavko Vinčić (szlovén) |

| 2022. április 5. 21:00 (20:00 WEST) |

| Benfica   | 1–3               | Liverpool                    |
| --------- | ----------------- | ---------------------------- |
| Núñez 49' | (0–2) Jegyzőkönyv | Konaté 17' Mané 34' Díaz 87' |

| Estádio da Luz, Lisszabon Nézőszám: 59 633 Játékvezető: Jesús Gil Manzano (spanyol) |

| 2022. április 13. 21:00 (20:00 BST) |

| Liverpool                  | 3–3               | Benfica                           |
| -------------------------- | ----------------- | --------------------------------- |
| Konaté 21' Firmino 55' 65' | (1–1) Jegyzőkönyv | Ramos 32' Yaremchuk 73' Núñez 82' |

| Anfield, Liverpool Nézőszám: 51 373 Játékvezető: Serdar Gözübüyük (holland) |

## Elődöntők
Az elődöntők sorsolását 2022. március 18-án tartották, közép-európai idő szerint 12 órától, a negyeddöntők sorsolását követően. Az első mérkőzéseket 2022. április 26-án és 27-én, a visszavágókat május 3-án és 4-én játszották.

### Párosítások
| 1. csapat       | Össz.Tooltip Aggregate score | 2. csapat   | 1. mérk. | 2. mérk.   |
| --------------- | ---------------------------- | ----------- | -------- | ---------- |
| Manchester City | 5–6                          | Real Madrid | 4–3      | 1–3 (h.u.) |
| Liverpool       | 5–2                          | Villarreal  | 2–0      | 3–2        |

### Mérkőzések
| 2022. április 26. 21:00 (20:00 BST) |

| Manchester City                            | 4–3               | Real Madrid                             |
| ------------------------------------------ | ----------------- | --------------------------------------- |
| De Bruyne 2' Jesus 11' Foden 53' Silva 74' | (2–1) Jegyzőkönyv | Benzema 33' 82' (11-esből) Vinícius 55' |

| City of Manchester Stadion, Manchester Nézőszám: 52 217 Játékvezető: Kovács István (román) |

| 2022. május 4. 21:00 |

| Real Madrid                              | 3–1 (h. u.)                 | Manchester City |
| ---------------------------------------- | --------------------------- | --------------- |
| Rodrygo 90' 90+1' Benzema 95' (11-esből) | (0–0, 2–1, 3–1) Jegyzőkönyv | Mahrez 73'      |

| Santiago Bernabéu, Madrid Nézőszám: 61 416 Játékvezető: Daniele Orsato (olasz) |

| 2022. április 27. 21:00 (20:00 BST) |

| Liverpool                      | 2–0               | Villarreal |
| ------------------------------ | ----------------- | ---------- |
| Estupiñán 53' (öngól) Mané 55' | (0–0) Jegyzőkönyv |            |

| Anfield, Liverpool Nézőszám: 51 586 Játékvezető: Szymon Marciniak (lengyel) |

| 2022. május 3. 21:00 |

| Villarreal          | 2–3               | Liverpool                     |
| ------------------- | ----------------- | ----------------------------- |
| Dia 3' Coquelin 41' | (2–0) Jegyzőkönyv | Fabinho 62' Díaz 67' Mané 74' |

| Estadio El Madrigal, Vila-real Nézőszám: 21 872 Játékvezető: Danny Makkelie (holland) |

## Döntő
A pályaválasztót 2022. március 18-án sorsolták, az elődöntők sorsolását követően.
| 2022. május 28. 21:36 |

| Liverpool | 0–1               | Real Madrid  |
| --------- | ----------------- | ------------ |
|           | (0–0) Jegyzőkönyv | Vinícius 59' |

| Stade de France, Párizs Játékvezető: Clément Turpin (francia) |